# Charles Bridgeman
Charles Bridgeman (1690 – 1738) è stato un architetto del paesaggio inglese pioniere dello stile naturalistico settecentesco.

## Biografia
Poco è stato documentato riguardo ai primi anni di vita di Charles Bridgeman. Egli nacque nel 1690 e crebbe in una famiglia di umili origini. Suo padre era un giardiniere che pare avesse lavorato a Wimpole Hall (Cambridgeshire) per il conte di Oxford. Charles Bridgeman iniziò a lavorare come paesaggista presso il Brompton Park Nursery. Nel 1714 avviò una collaborazione con Henry Wise, con il quale in seguito condivise il titolo di capo giardiniere per i giardini reali. Nel 1717 Bridgeman sposò Sarah Mist.
Bridgeman si fece un nome tra gli artigiani dell'epoca con le sue ridisegnazioni spesso drammatiche di giardini di tenute appartenenti a ricchi nobili inglesi. La sua operazione più famosa fu quella che fece allo stravagante giardino di Stowe House dei Lord Cobham, ove sono collocati templi, colonne, statue di pietra finemente scolpite, dimore estive e una replica in miniatura di una piramide egizia. Secondo il saggista e poeta inglese Alexander Pope, le creazioni di Bridgeman che si trovano nella Stowe House sarebbero qualcosa di cui "meravigliarsi".
Bridgeman fu uno dei progettisti di un giardino a Rousham House (Oxfordshire) che comprendeva cascate, fontane, stagni quadrati, un teatro all'aperto, e un'area selvaggia che poteva essere vista da un punto di osservazione all'interno del giardino principale. riportarono che "a Rousham le vedute della campagna sono importanti quanto quelle del giardino". Bridgeman apportò importanti modifiche in altri giardini, fra cui quelli di Claremont, Cassiobury Park, Cliveden, Chiswick House, Richmond Gardens, Wimpole Hall, Briggens House (Essex), e l'Amesbury Abbey (Wiltshire).
Bridgeman rimane però meglio conosciuto per aver prestato servizio per la regina Anna e il principe Giorgio di Danimarca come giardiniere reale. Fu promosso a questa posizione, che mantenne per dieci anni, dopo il pensionamento del suo mentore Henry Wise. In questo periodo, Bridgeman si occupò, e talvolta riprogettò, i giardini reali di Windsor, Kensington Palace, Hampton Court, St. James's Park e Hyde Park.
Bridgeman morì nel 1738.
Benché fosse stato una figura chiave nella transizione dello stile del giardino inglese dalla formalità anglo-olandese di parterre e viali a motivi geometrici a uno stile più libero che incorpora elementi formali, strutturali e selvaggi, le innovazioni di Bridgeman vennero in qualche modo eclissate dai contributi dei suoi più famosi successori William Kent e Lancelot "Capability" Brown.

## Stile

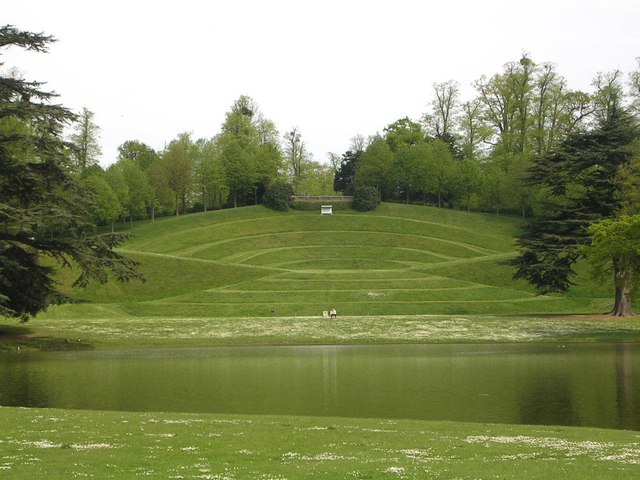
L'Amphitheater di Claremont House, una delle poche opere sopravvissute di Bridgeman

Bridgeman fu uno dei primi portavoce di un'architettura di paesaggio più libera dagli schematismi del passato che, da lì a breve, diverrà uno degli stili dominanti in gran parte dell'Europa. Horace Walpole, che era contemporaneo di Bridgeman, riportò che "sebbene (Bridgeman) realizzasse ancora sentieri stretti e con alte siepi, queste non erano che alcune delle premesse del suo stile; egli fece infatti la differenza grazie alla natura selvaggia, e i boschi colmi di querce allo stato brado, sebbene inseriti all'interno di siepi circostanti". L'approccio di Bridgeman al paesaggio può essere riassunto in tre termini: formale, transitorio e progressivo. I suoi paesaggi mostravano elementi formali come parterre, viali, laghi, piscine di forma geometrica e orti, così come particolari che caratterizzano il tipico giardino-paesaggio all'inglese di stampo progressista, fra cui prati, anfiteatri, architetture da giardino, statue, percorsi tortuosi, aree boschive, punti panoramici e ha-ha.